# Gmina Brudzeń Duży
Gmina Brudzeń Duży je polská vesnická gmina v okrese Płock v Mazovském vojvodství. Sídlem gminy je ves Brudzeń Duży. 
V roce 2017 zde žilo 8 274 obyvatel.
Gmina má rozlohu 161,82 km², zabírá 9% rozlohy okresu. Skládá se z 32 starostenství.

## Částí gminy
StarostenstvíBądkowo Kościelne, Bądkowo-Rochny, Bądkowo-Rumunki, Brudzeń Duży, Brudzeń Mały, Cegielnia, Główina, Gorzechowo, Karwosieki-Cholewice, Karwosieki-Noskowice, Kłobukowo-Patrze, Krzyżanowo, Lasotki, Murzynowo, Myśliborzyce, Nowe Karwosieki, Parzeń, Rembielin, Rokicie (2 starostenství), Siecień, Siecień Rumunki, Sikórz, Sobowo, Strupczewo Duże, Suchodół, Turza Mała, Turza Wielka, Uniejewo, Więcławice, Winnica, Żerniki
Sídla bez statusu starostenstvíBądkowo Jeziorne, Bądkowo-Podlasie, Biskupice, Cierszewo, Izabelin, Janoszyce, Łukoszyno-Borki, Parzeń-Janówek, Radotki, Robertowo, Wincentowo, Zdziembórz.

## Sousední gminy
| Růžice kompasu | Tłuchowo          | Mochowo            | Gozdowo     | Růžice kompasu |
| Růžice kompasu | Dobrzyń nad Wisłą | Sever              | Stara Biała | Růžice kompasu |
| Růžice kompasu | Dobrzyń nad Wisłą | Gmina Brudzeń Duży | Stara Biała | Růžice kompasu |
| Růžice kompasu | Dobrzyń nad Wisłą | Jih                | Stara Biała | Růžice kompasu |
| Růžice kompasu | Włocławek         | Nowy Duninów       |             | Růžice kompasu |